# Top Seed Open 2020 - Qualificazioni singolare
Le qualificazioni del singolare del Top Seed Open 2020 sono state un torneo di tennis preliminare per accedere alla fase finale della manifestazione. Le vincitrici dell'ultimo turno sono entrate di diritto nel tabellone principale. In caso di ritiro di una o più giocatrici aventi diritto a queste sono subentrate le lucky loser, ossia le giocatrici che hanno perso nell'ultimo turno ma che avevano una classifica più alta rispetto alle altre partecipanti che avevano comunque perso nel turno finale.

## Teste di serie
1. Kristie Ahn (qualificata)
2. Margarita Gasparjan (primo turno)
3. Anna Kalinskaja (qualificata)
4. Leylah Fernandez (qualificata)
5. Francesca Di Lorenzo (ultimo turno, lucky loser)
6. Ann Li (primo turno)

1. Caroline Dolehide (qualificata)
2. Vol'ha Havarcova (qualificata)
3. Usue Maitane Arconada (ultimo turno)
4. Arina Rodionova (ultimo turno)
5. Mayo Hibi (primo turno)
6. Varvara Lepchenko (primo turno)

## Qualificate
1. Kristie Ahn
2. Caroline Dolehide
3. Anna Kalinskaja

1. Leylah Fernandez
2. Vol'ha Havarcova
3. Bethanie Mattek-Sands

### Lucky Loser
1. Francesca Di Lorenzo

## Tabellone

### Legenda
| - Q = Qualificato - WC = Wild card - LL = Lucky loser | - ALT = Alternate - SE = Special Exempt - PR = Protected Ranking | - w/o = Walkover - r = Ritirato - d = Squalificato |

### Sezione 1
|  | Primo turno | Primo turno     | Primo turno  | Primo turno | Primo turno |  |  | Ultimo turno | Ultimo turno | Ultimo turno | Ultimo turno | Ultimo turno |  |
|  |             |                 |              |             |             |  |  |              |              |              |              |              |  |
|  | 1           | Kristie Ahn     | 7            | 2           | 7           |  |  |              |              |              |              |              |  |
|  |             | Gabriela Talabă | 64           | 6           | 5           |  |  | 1            | Kristie Ahn  | 2            | 6            | 6            |  |
|  |             | Jovana Jović    | Jovana Jović | 7           | 7           |  |  |              | Jovana Jović | 6            | 4            | 2            |  |
|  | 11          | Mayo Hibi       | Mayo Hibi    | 64          | 64          |  |  |              |              |              |              |              |  |

### Sezione 2
|  | Primo turno | Primo turno         | Primo turno         | Primo turno | Primo turno |  |  | Ultimo turno | Ultimo turno      | Ultimo turno      | Ultimo turno | Ultimo turno |  |
|  |             |                     |                     |             |             |  |  |              |                   |                   |              |              |  |
|  | 2           | Margarita Gasparjan | Margarita Gasparjan | 65          | 4           |  |  |              |                   |                   |              |              |  |
|  | WC          | Jamie Loeb          | Jamie Loeb          | 7           | 6           |  |  | WC           | Jamie Loeb        | Jamie Loeb        | 2            | 5            |  |
|  |             | Kateryna Bondarenko | 3                   | 6           | 2           |  |  | 7            | Caroline Dolehide | Caroline Dolehide | 6            | 7            |  |
|  | 7           | Caroline Dolehide   | 6                   | 4           | 6           |  |  |              |                   |                   |              |              |  |

### Sezione 3
|  | Primo turno | Primo turno           | Primo turno           | Primo turno | Primo turno |  |  | Ultimo turno | Ultimo turno          | Ultimo turno | Ultimo turno | Ultimo turno |  |
|  |             |                       |                       |             |             |  |  |              |                       |              |              |              |  |
|  | 3           | Anna Kalinskaja       | Anna Kalinskaja       | 6           | 6           |  |  |              |                       |              |              |              |  |
|  | WC          | Quinn Gleason         | Quinn Gleason         | 1           | 0           |  |  | 3            | Anna Kalinskaja       | 3            | 6            | 6            |  |
|  |             | Hailey Baptiste       | Hailey Baptiste       | 5           | 2           |  |  | 9            | Usue Maitane Arconada | 6            | 4            | 4            |  |
|  | 9           | Usue Maitane Arconada | Usue Maitane Arconada | 7           | 6           |  |  |              |                       |              |              |              |  |

### Sezione 4
|  | Primo turno | Primo turno        | Primo turno      | Primo turno | Primo turno |  |  | Ultimo turno | Ultimo turno     | Ultimo turno     | Ultimo turno | Ultimo turno |  |
|  |             |                    |                  |             |             |  |  |              |                  |                  |              |              |  |
|  | 4           | Leylah Fernandez   | Leylah Fernandez | 6           | 6           |  |  |              |                  |                  |              |              |  |
|  |             | Renata Zarazúa     | Renata Zarazúa   | 4           | 1           |  |  | 4            | Leylah Fernandez | Leylah Fernandez | 6            | 6            |  |
|  |             | Catherine Harrison | 6                | 3           | 2           |  |  | 10           | Arina Rodionova  | Arina Rodionova  | 2            | 3            |  |
|  | 10          | Arina Rodionova    | 4                | 6           | 6           |  |  |              |                  |                  |              |              |  |

### Sezione 5
|  | Primo turno | Primo turno          | Primo turno | Primo turno | Primo turno |  |  | Ultimo turno | Ultimo turno         | Ultimo turno         | Ultimo turno | Ultimo turno |  |
|  |             |                      |             |             |             |  |  |              |                      |                      |              |              |  |
|  | 5           | Francesca Di Lorenzo | 6           | 5           | 7           |  |  |              |                      |                      |              |              |  |
|  |             | Claire Liu           | 3           | 7           | 65          |  |  | 5            | Francesca Di Lorenzo | Francesca Di Lorenzo | 1            | 2            |  |
|  | WC          | Katie Volynets       | 6           | 1           | 2           |  |  | 8            | Vol'ha Havarcova     | Vol'ha Havarcova     | 6            | 6            |  |
|  | 8           | Vol'ha Havarcova     | 3           | 6           | 6           |  |  |              |                      |                      |              |              |  |

### Sezione 6
|  | Primo turno | Primo turno           | Primo turno           | Primo turno | Primo turno |  |  | Ultimo turno | Ultimo turno          | Ultimo turno | Ultimo turno | Ultimo turno |  |
|  |             |                       |                       |             |             |  |  |              |                       |              |              |              |  |
|  | 6           | Ann Li                | Ann Li                | 62          | 5           |  |  |              |                       |              |              |              |  |
|  |             | Robin Anderson        | Robin Anderson        | 7           | 7           |  |  |              | Robin Anderson        | 3            | 6            | 5            |  |
|  | WC          | Bethanie Mattek-Sands | Bethanie Mattek-Sands | 6           | 7           |  |  | WC           | Bethanie Mattek-Sands | 6            | 4            | 7            |  |
|  | 12          | Varvara Lepchenko     | Varvara Lepchenko     | 4           | 65          |  |  |              |                       |              |              |              |  |